# Educación médica

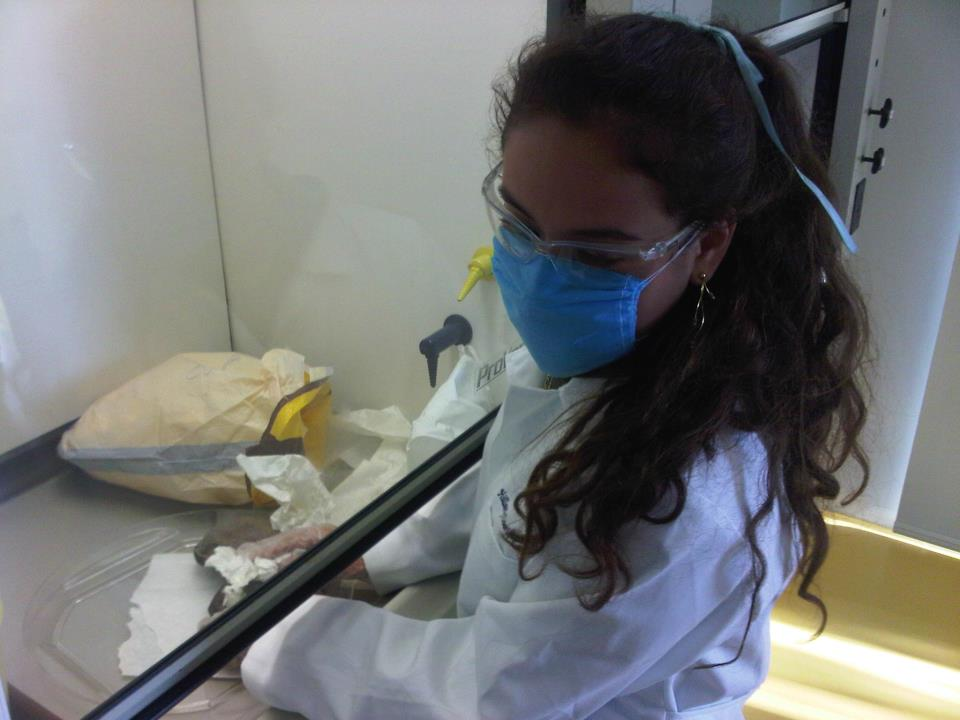
Una estudiante de medicina en un laboratorio ubicado en el Instituto Tecnológico y de Estudios Superiores de Monterrey.

La educación médica es es el proceso de formación relacionado con la medicina, conformado por la capacitación inicial para convertirse en médico (es decir, la escuela de medicina y la pasantía), y por cualquier otra formación adicional afín (por ejemplo, las residencias, becas y la educación médica continua).
Cabe señalar que la educación médica varía de forma notable en todo el mundo, y emplea diversas metodologías de enseñanza por lo que se le considera un área activa de investigación educativa.
Adicionalmente, la educación médica es el campo temático-didáctico de la formación de personal médico en cualquier nivel, para lo cual recurre a teorías de la pedagogía y la psicología educativa, y cuenta con sus propias publicaciones como, por ejemplo: Medical Education. Las y los investigadores y profesionales de este campo suelen ser  médicos o educadores. Los planes de estudio de Medicina varían entre las facultades de medicina y evolucionan constantemente como respuesta a las necesidades de las y los estudiantes, así como a los recursos disponibles. Algunas facultades de medicina utilizan inclusive diversas formas de aprendizaje basado en problemas, aprendizaje basado en equipos y simulación. En este sentido, el Comité de Enlace sobre Educación Médica (LCME, por sus siglas en inglés) se encarga de publicar frecuentemente criterios estandarizados con respecto a los objetivos de la educación médica, incluido el diseño, la implementación y la evaluación del plan de estudios.

### Tutores clínicos
Un tutor clínico se define como médico que supervisa a los estudiantes durante sus prácticas clínicas durante la escuela de medicina. Los tutores clínicos son fundamentales en la adquisición de conocimientos, habilidades clínicas y formación ética en los estudiantes de medicina.

## Cambio de paradigma en la enseñanza universitaria
El perfil del egresado de las carreras de la salud ha cambiado con el tiempo, y tuvo que adaptarse a la sociedad actual, que es mucho más compleja que la de hace tan solo algunas décadas atrás. Por otra parte, actualmente, es raro que un paciente sea atendido por un solo profesional de la salud como lo era antes.  
Antes la idea del egresado era la de un profesional que debía resolver todo por sí solo, en un marco ficticio de omnipotencia. Inclusive actualmente los pacientes creen que el médico todo lo puede y todo lo sabe. La atención individualista ha sido reemplazada por la atención pluralista o compartida. 
En algunas facultades de Medicina, la enseñanza de la seguridad del paciente en la carrera de medicina se extiende en todos los años de cursada, como una “actividad curricular integradora” de todas las materias de cada año y con un esquema que permite la integración de contenidos del tema entre los distintos años. Incluyendo, entre otras prácticas, las actividades en el área de Simulación clínica, desde su primer a quinto año, tanto en zona 1 como zona 3. En el sexto año de la carrera se intensifican las mismas, donde las competencias blandas como comunicación, liderazgo y equipo de salud alcanzan mayor protagonismo, así como las competencias técnicas desarrolladas en diferentes estrategias en zonas 0 a 3.  
Los temas que se desarrollan se extienden hasta considerar las conductas adecuadas, el factor de las relaciones humanas como determinante para la seguridad de los pacientes, el desarrollo y aprendizaje de la importancia del trabajo interdisciplinario y el trabajo en equipo, como base fundamental para una atención sanitaria de calidad y segura. 
Del mismo modo, en algunas Escuelas de Ciencias de la Salud, se incorporó hace años la asignatura “Equipo de salud”, que cruza todos los años académicos y se cursa en forma interdisciplinaria (interprofesional) e incorpora entre otros, los tópicos de seguridad del paciente. 
En nuestros días, se incorpora en la cursada de todas las carreras universitarias de los profesionales de la salud, la idea de que es necesario trabajar en equipo, de una manera responsable, con compromiso; coordinando tareas y roles que cada integrante debe cumplir eficientemente. 
Por eso, debe enseñarse desde el primer y hasta el último día de los años que dura la carrera, este cambio de paradigma, de cómo debe actuar dicho profesional de la salud. Los estudiantes deben entender la importancia y los beneficios de trabajar en equipo. Esto mejora la toma de decisiones y les brinda seguridad a todos: al paciente, a ellos y al sistema al cual pertenecen.

## Investigación en educación médica
La educación en ciencias de la salud enfrenta el desafío de alcanzar elevados niveles de calidad en la formación de estudiantes, sin que esto afecte negativamente la atención y privacidad de pacientes. La opinión y satisfacción de los estudiantes con su formación académica es un aspecto fundamental de considerar. Ellos representan el foco de atención de las universidades, por lo que su perspectiva resulta relevante para evaluar la calidad de programas académicos. Además, conocer la experiencia de los estudiantes puede ayudar a introducir mejoras que promuevan el aprendizaje y bienestar durante su formación. Del mismo modo, es necesario velar por una enseñanza de calidad por parte de los docentes, encargados directos de preparar a los futuros profesionales. Por ende, se debe procurar un equilibrio entre una educación enfocada en los estudiantes, el contexto clínico y la atención de pacientes, de modo que se aseguren excelentes estándares tanto asistenciales como pedagógicos.

## Residencia médica

### México
En México el acceso a las especialidades se articula a través del Examen Nacional para Aspirantes a Residencias Médicas (ENARM), organizado por la Comisión Interinstitucional para la Formación de Recursos Humanos en Salud (CIFRHS). Quienes obtienen la puntuación de corte eligen especialidad y sede dentro del Sistema Nacional de Residencias Médicas (SNRM). La duración de la formación depende de la especialidad (de 3 a 6 años en la mayoría de los casos) y se rige por normas oficiales como la NOM‑001‑SSA‑2023, que fijan requisitos de rotaciones, tutorías y evaluación por competencias. 

### España
Tras graduarse, los médicos españoles (o extranjeros con título homologado) deben superar el examen de Médico Interno Residente (MIR), convocado anualmente por el Ministerio de Sanidad. La nota del MIR (90 % de la calificación) y el expediente académico (10 %) determinan el orden de elección de plaza y especialidad en hospitales acreditados del Sistema Nacional de Salud. La residencia dura entre 4 y 5 años según la especialidad, con evaluaciones anuales y una evaluación final reguladas por la legislación de formación sanitaria especializada. 

### Ecuador
Para ejercer y, posteriormente, postular a programas universitarios de especialidades clínicas, los médicos ecuatorianos deben aprobar el Examen de Habilitación para el Ejercicio Profesional (EHEP) administrado por el Consejo de Aseguramiento de la Calidad de la Educación Superior. El EHEP se ofrece dos veces al año y evalúa competencias troncales de medicina general; su aprobación es requisito para obtener la licencia profesional y habilita a concursar a las plazas de posgrado que ofertan las universidades y hospitales docentes acreditados. 

### República Dominicana
El ingreso a la especialidad se realiza mediante el Examen Nacional Único para Residencias Médicas (ENURM), organizado por la Universidad Autónoma de Santo Domingo (UASD) junto con el Ministerio de Salud Pública y el Consejo Nacional de Residencias Médicas. Cada convocatoria ofrece más de un millar de plazas distribuidas en hospitales docentes del país; los aspirantes que alcanzan la nota de corte eligen especialidad y centro, firmando un contrato formativo‑laboral de 3 a 5 años según la disciplina. 